# Donndorf
Donndorf é uma vila e antigo município da Alemanha localizado no distrito de Kyffhäuserkreis, estado da Turíngia. A Erfüllende Gemeinde (português: municipalidade representante ou executante) do município de Donndorf é a cidade de Wiehe. Desde 1 de janeiro de 2019, forma parte do município de Roßleben-Wiehe.